# Hoskyn's Department Store
Hoskyn's Department Store was een warenhuis in Iloilo City in de Filipijnen. Het werd in 1877 geopend en was het eerste warenhuis in de Filipijnen. Het was ook de eerste die het ‘vaste prijs’-beleid introduceerde in de handel in het land. De winkel bood een breed productassortiment aan, waaronder levensmiddelen, ijzerwaren, kantoorbenodigdheden, speelgoed, horloges, sieraden, machines, naaigerei, enz.

## Geschiedenis
Hoskyn's Department Store werd opgericht door Henry Hoskyn, een voormalig werknemer van het bedrijf Smith, Bell and Company gevestigd in Manilla en neef van Nicholas Loney, een Britse vice-consul in Iloilo. In 1925 werd Hoskyn & Co. opgericht. 
Na de Tweede Wereldoorlog in 1948 nam de familie Que het bedrijf over en renoveerde en herbouwde het Hoskyn's Building, waar het warenhuis was gevestigd, op grotere schaal. Hoskyn's Department Store werd vervangen door Washington Commercial en werd de tweede winkel van de Que Family, na de Washington Grocery op Iznart Street.  
In 1948 wijzigde het warenhuis zijn naam in Washington Supermart en was gevestigd in het Hoskyn's Building op de hoek van de historische Calle Real en Guanco Street in het centrum van Iloilo City Proper.In de daaropvolgende vestigingen werd het bekend als Iloilo Supermart en groeide het uit tot de grootste supermarktketen in de regio Western Visayas. 